# Gbassay Sessay
Gbassay Sessay, właśc. John Gbassay Sessay (ur. 11 maja 1968 w Batkanu) – sierraleoński piłkarz występujący na pozycji napastnika.

## Kariera klubowa
Sessay karierę rozpoczynał w 1988 roku w Estreli Amadora, grającej w pierwszej lidze portugalskiej. W lidze tej zadebiutował 16 października 1988 w wygranym 2:1 meczu z Penafielem, a 1 grudnia 1988 w wygranym 1:0 spotkaniu z SC Farense strzelił swojego jedynego gola w tych rozgrywkach. W Estreli spędził sezon 1988/1989. Następnie grał w drugoligowych drużynach Sporting Covilhã oraz Benfica Castelo Branco, a także w trzecioligowej Amorze.
W 1992 roku Sessay został zawodnikiem drugoligowej Vitórii Setúbal, z którą w sezonie 1992/1993 awansował do pierwszej ligi. Graczem Vitórii był jeszcze przez sezon 1993/1994. W kolejnych latach występował w drugiej lidze, w FC Paços de Ferreira, Vitórii Setúbal oraz Sportingu Covilhã. Grał też w trzecioligowych drużynach Lusitânia oraz Imortal, w czwartoligowym Portosantense, a także w amatorskim Comércio Indústria, gdzie w 2003 roku zakończył karierę.
W pierwszej lidze portugalskiej rozegrał 24 spotkania i zdobył 1 bramkę.

## Kariera reprezentacyjna
W 1994 roku Sessay został powołany do reprezentacji Sierra Leone na Puchar Narodów Afryki, zakończony przez Sierra Leone na fazie grupowej. Zagrał na nim w meczach z Wybrzeżem Kości Słoniowej (0:4) i Zambią (0:0).
W 1996 roku Sessay ponownie znalazł się w składzie na Puchar Narodów Afryki. Wystąpił na nim w spotkaniach z Burkina Faso (2:1; gol), Algierią (0:2) i Zambią (0:4), a Sierra Leone ponownie odpadło z turnieju po fazie grupowej.